# Assedio di Antep
L'assedio di Antep (in turco Antep Kuşatması) o assedio di Aintab (in francese Les Quatres Sièges d'Aïntab) fu uno scontro militare tra le forze nazionali turche e l'esercito francese del Levante che occupò la città di Antep (l'odierna Gaziantep) durante la guerra d'indipendenza turca (in particolare il suo fronte meridionale, noto come guerra franco-turca).
I combattimenti iniziarono nell'aprile 1920, quando le forze francesi aprirono il fuoco sulla città. I combattimenti continuarono fino al febbraio 1921.
Secondo Ümit Kurt, nato nell'odierna Gaziantep e accademico presso il Center for Middle East Studies di Harvard,
"La famosa battaglia di Aintab contro i francesi [...] sembra essere stata tanto la lotta organizzata di un gruppo di profittatori del genocidio che cercavano di conservare il loro bottino quanto una lotta contro una forza di occupazione. La resistenza [...] ha cercato di rendere impossibile ai rimpatriati armeni di rimanere nelle loro città natali, terrorizzandoli [di nuovo] per farli fuggire. In breve, non solo i proprietari terrieri locali, gli industriali e le élite burocratiche civili-militari hanno portato al movimento di resistenza, ma lo hanno anche finanziato per ripulire Aintab dagli armeni."

## Sequenza temporale

### 1920
- 1 - 16 aprile: 1° assedio turco
- 30 aprile - 23 maggio: 2° assedio turco
- 30 maggio - 18 giugno: armistizio del 1920
- 29 luglio - 10 agosto: 3° assedio turco
- 11 agosto: inizio dell'assedio francese
- 21 novembre - 18 dicembre: partecipazione delle truppe di Goubeau

### 1921
- 7 febbraio: ultimo tentativo di uscita
- 8 febbraio: invio di una missione parlamentare cittadina - cessate il fuoco
- 9 febbraio: capitolazione